# Análisis de conversación
Análisis de conversación (AC) es una aproximación al estudio de interacción social, abrazando ambos verbal y conducta no verbal, en situaciones de vida diaria. El Análisis de conversación empezó con un foco en conversación casual, pero sus métodos eran posteriormente adaptados para adoptar más tarea- e interacciones centradas en la institución, como aquellos ocurriendo en consultorios médicos, tribunales, aplicación de ley, líneas de ayuda, entornos educativos, y los medios de comunicación de masas. Como consecuencia, el  término 'análisis de conversación' se ha convertido en algo como un nombre poco inadecuado, pero  ha continuado como un término para un enfoque distintivo y exitoso al análisis de interacciones sociolingüísticas.

## Historia
Inspirado por la etnometodología de Harold Garfinkel  y la concepción del orden de interacción de Erving Goffman  , el AC fue desarrollado a finales de los años 60 e inicios de los años 70 principalmente por el sociólogo Harvey Sacks y su cercanos asociados  Emanuel Schegloff y Gail Jefferson. Es distintivo en que su foco primario es en la producción de acciones sociales en el contexto de secuencias de acciones, más que mensajes o proposiciones. Hoy AC es un método establecido utilizado en sociología, antropología, lingüística, discurso-comunicación y psicología. Es particularmente influyente en sociolingüística interaccional, análisis de discurso y psicología discursiva.

## Método
El análisis de la conversación comienza estableciendo un problema relacionado con una hipótesis preliminar. Los datos utilizados en AC se presentan en forma de conversaciones grabadas en video o audio, recopiladas con o sin la participación de los investigadores, generalmente de una cámara de video u otro dispositivo de grabación en el espacio donde tiene lugar la conversación (por ejemplo, una sala de estar, un pícnic o el consultorio del médico). Los investigadores construyen transcripciones detalladas de las grabaciones, que contienen tantos detalles como sea posible (Jefferson 2004; Hepburn y Bolden 2017; Mondada 2018). Después de la transcripción, los investigadores realizan análisis inductivos basados en datos con el objetivo de encontrar patrones recurrentes de interacción. Con base en el análisis, los investigadores identifican regularidades, reglas o modelos para describir estos patrones, mejorando, modificando o reemplazando las hipótesis iniciales. Si bien este tipo de análisis inductivo basado en colecciones de datos expuestos es básico para el trabajo fundamental en AC, este método a menudo es respaldado por análisis estadísticos en aplicaciones de AC para resolver problemas en medicina y en otros lugares.

## Estructuras básicas

### Organización de turnos
Las acciones que componen las conversaciones se implementan a través de turnos en la conversación, y el turno es, por lo tanto, una característica fundamental de la organización conversacional. El análisis de cómo funciona el turno se centra en dos cuestiones principales: i) cuáles son las unidades primarias de turno; y ii) cómo se asignan estas unidades entre los hablantes. El análisis fundamental de la toma de turnos se describió en un documento ampliamente conocido como "La sistemática más simple" (Sacks, Schegloff y Jefferson 1974).
1) Sacks y col. Identificar las unidades de construcción de turnos (UCT) como los bloques de construcción fundamentales de los turnos. Las UCT pueden ser oraciones, cláusulas, frases o palabras individuales que pueden reconocerse como unidades por derecho propio según el contexto. Una característica crucial de las UCT es que son proyectables: es decir, un oyente puede reconocer lo que se necesitará para completar una unidad. Es esta capacidad de proyección la que permite el tiempo de fracción de segundo que es característico de los turnos humanos normales. El punto de finalización de una UCT actual es un lugar de relevancia de transición (o LRT). 
2) En el modelo de Sacks et al., La asignación de unidades entre hablantes se implementa a través de un conjunto de reglas organizadas jerárquicamente. En cualquier LRT dado: 
i) Si el orador actual selecciona al siguiente para hablar al final de la UCT actual (por nombre, mirada o aspectos contextuales de lo que se dice), el orador seleccionado tiene el derecho y la obligación de hablar a continuación. ii) Si el orador actual no selecciona al siguiente orador, otros oradores potenciales tienen derecho a auto-seleccionarse (el primer iniciador obtiene el turno), y iii) si no se han implementado las opciones i y ii, el orador actual puede continuar con otra UCT Al final de esa UCT, el sistema de opciones se aplica nuevamente. 
El modelo de turno esbozado aquí está diseñado para acomodar una amplia gama de posibilidades de turno, un número variable de participantes en la conversación y circunstancias en las que la duración de los turnos y de las conversaciones, y de sus temas no es de ninguna manera previa especificado de antemano. El sistema es implementado por las partes en la conversación sin regulación externa (administrada por la parte) y en una unidad local por unidad. Diseñado para tener en cuenta el hecho de que mucha conversación tiene lugar sin mucho silencio o 'tiempo muerto' pero también sin una cantidad significativa de conversaciones superpuestas, el sistema descrito tiene múltiples consecuencias. 
1) Define silencios: 
- Pausa: Un período de silencio dentro de la UCT de un hablante.
- Brecha: Un período de silencio entre turnos.

- Lapso: Un período de silencio cuando no hay una secuencia en curso: el hablante actual deja de hablar, no selecciona al siguiente orador y nadie se auto-selecciona. Los lapsos se asocian comúnmente con formas visuales u otras formas de desconexión entre los hablantes, incluso si estos períodos son breves.

2) Establece que los oradores que desean un turno largo, por ejemplo para contar una historia o describir noticias importantes, deben usar algunos del prefacio para obtener un visto bueno que establezca que otros se abstendrán de intervenir durante el transcurso de la narración (el prefacio y su continuación asociada comprenden una "pre-secuencia" (Sacks 1974; Schegloff 2007)). 
3) Establece que las conversaciones no pueden terminarse apropiadamente 'simplemente deteniéndose', sino que requieren una secuencia de cierre especial (Schegloff y Sacks 1973). 
4) Proporciona que ciertos tipos de brechas (siguiendo la opción 'actual selecciona siguiente') son responsables. 
5) Establece que se desplegarán recursos especiales en el caso de conversaciones superpuestas (Schegloff 2000; Jefferson 2004b). 
El modelo también deja enigmas por resolver, por ejemplo, sobre cómo se identifican y proyectan los límites de UCT, y el papel que desempeña la orientación de la mirada y el cuerpo en la gestión de los turnos. También establece la relevancia de los problemas para otras disciplinas: por ejemplo, el tiempo de fracción de segundo de la transición de turno establece un problema cognitivo de 'cuello de botella' en el que los posibles oradores deben atender el discurso entrante mientras también preparan su propia contribución, algo que impone una gran carga de capacidad de procesamiento humano, y que puede afectar la estructura de los idiomas [Refs]. 
El modelo de turnos descrito por Sacks et al fue un hito en las ciencias del lenguaje, y de hecho es el artículo más citado publicado en la revista Language (Joseph 2003). Sin embargo, está diseñado para modelar la toma de turnos solo en una conversación ordinaria, y no en la interacción en entornos institucionales más especializados, como reuniones, tribunales, entrevistas de noticias, audiencias de mediación. Todos estos últimos, y muchos más, tienen organizaciones de turnos distintivas que se apartan de varias maneras del modelo de Sacks et al. Sin embargo, es fundamental que no podamos realizar acciones sociales de ningún tipo sin tener un turno para hablar, y por lo tanto, tomar turnos proporciona un fondo omnipresente que da forma al desempeño de la acción, independientemente del sistema particular de turnos en juego. 
Organización de secuencia

#### Pares de adyacencia
La conversación tiende a ocurrir en parejas receptivas; sin embargo, los pares pueden dividirse en una secuencia de turnos. Los pares de adyacencia dividen los tipos de habla en 'partes del primer par' y 'partes del segundo par' para formar un 'tipo de par'. Hay muchos ejemplos de pares de adyacencia que incluyen preguntas-respuestas, oferta-aceptación / rechazo y cumplido-respuesta. (Schegloff y Sacks: 1973)

#### Expansión de secuencia
La expansión de secuencia permite que la conversación que se compone de más de un par de adyacencia se construya y entienda como que realiza la misma acción básica y los diversos elementos adicionales son como un trabajo de interacción relacionado con la acción básica en curso. La expansión de secuencia se construye en relación con una secuencia base de una primera parte de par (PPP) y una segunda parte de par (SPP) en la que se logra la acción central en curso. Puede ocurrir antes del PPP base, entre el PPP base y el SPP, y después del SPP base.         
1) Pre-expansión : un par de adyacencia que puede entenderse como preliminar al curso principal de acción. Una preexpansión genérica es un par de adyacencia de invocación-respuesta, como en "¿Mary?" / "¿Si?" . Es genérico en el sentido de que no contribuye a ningún tipo particular de par de adyacencia de base, como solicitud o sugerencia. Hay otros tipos de pre-secuencia que trabajan para preparar a los interlocutores para la acción del habla posterior. Por ejemplo, "¡Adivina qué!" /"¿Qué?" como preliminar a un anuncio de algún tipo, o "¿Qué estás haciendo?" / "Nada" como preliminar a una invitación o solicitud.     
2) Insertar expansión : un par de adyacencia que se encuentra entre el PPP y el SPP del par de adyacencia base. Las expansiones de inserción interrumpen la actividad en curso, pero siguen siendo relevantes para esa acción. La expansión de inserción permite la posibilidad de que un segundo orador, el orador que debe producir el SPP, realice un trabajo de interacción relevante para el SPP proyectado. Un ejemplo de esto sería una conversación típica entre un cliente y un comerciante:        
Cliente: Me gustaría un sándwich de pavo, por favor. (Base PPP) 

Camarero: blanco o integral? (Insertar PPP) 

Cliente: Integral. (Insertar SPP) 

Camarero: De acuerdo. (Base SPP) 

3) Post-expansión : un turno o un par de adyacencia que viene después, pero aún está vinculado al par de adyacencia de base. Hay dos tipos: mínimos y no mínimos. La expansión mínima también se denomina tercios de cierre de secuencia, porque es un solo turno después del SPP base (por lo tanto, el tercero ) que no proyecta ninguna conversación más allá de su turno (por lo tanto, cierre ). Los ejemplos de SCT (abreviado en inglés) incluyen "oh", "Ya veo", "está bien", etc. 
4) Silencio: El silencio puede ocurrir durante todo el acto de habla, pero en qué contexto está sucediendo depende de lo que signifique el silencio. Se pueden implicar tres activos diferentes a través del silencio: 
- Pausa: Un período de silencio dentro del turno de un orador.
- Brecha: Un período de silencio entre turnos.
- Lapso: Un período de silencio cuando no hay una secuencia en curso: el hablante actual deja de hablar, no selecciona al siguiente orador y nadie se auto-selecciona. Los lapsos se asocian comúnmente con formas visuales u otras formas de desconexión entre los hablantes, incluso si estos períodos son breves.

#### Organización de preferencias
AC puede revelar preferencias estructurales (es decir, suscritas por la práctica) en la conversación para algunos tipos de acciones (dentro de secuencias de acción) sobre otras. Por ejemplo, las acciones receptivas que están de acuerdo o aceptan las posiciones tomadas por una primera acción tienden a realizarse de manera más directa y más rápida que las acciones que no están de acuerdo con esas posiciones o las rechazan (Pomerantz 1984; Davidson 1984). El primero se denomina forma de turno sin marcar, lo que significa que el turno no está precedido por el silencio ni se produce con demoras, mitigación y cuentas. Este último se denomina forma de giro marcada, que describe un giro con características opuestas. Una consecuencia de esto es que se promueve el acuerdo y la aceptación sobre sus alternativas, y es más probable que sean el resultado de la secuencia. Las pre-secuencias también son un componente de la organización de preferencias y contribuyen a este resultado (Schegloff 2007). 

### Reparación
La organización de reparación describe cómo las partes en la conversación tratan los problemas para hablar, escuchar o comprender. Los segmentos de reparación se clasifican según quién inicia la reparación (uno mismo u otro), quién resuelve el problema (uno mismo u otro) y cómo se desarrolla dentro de un turno o una secuencia de turnos. La organización de la reparación también es un mecanismo de autocorrección en la interacción social (Schegloff, Jefferson y Sacks 1977). Los participantes en la conversación buscan corregir la fuente del problema iniciando y prefiriendo la reparación propia, el orador de la fuente del problema, a otra reparación (Schegloff, Jefferson y Sacks 1977). Las iniciaciones de reparación propia se pueden colocar en tres ubicaciones en relación con la fuente del problema, en un primer turno, un espacio de transición o en un tercer turno (Schegloff, Jefferson y Sacks).

### Formación de acción
Esto se centra en la descripción de las prácticas mediante las cuales los giros en la conversación se componen y posicionan para realizar una u otra acción. 

## Dimensiones mayores
1. Acción: Organización de acciones distintas de fuera de una conversación. Esto podría incluir aperturas y cierres de conversaciones, evaluaciones, narraciones y quejas.
2. Estructura: toda acción social humana está estructurada y tiene reglas, la conversación no es diferente. Para participar en una conversación, los participantes deben cumplir con estas reglas y estructuras para ser un participante activo
3. Intersubjetividad: en relación con las formas en que se crean, mantienen y negocian las intenciones, el conocimiento, las relaciones y las posturas de los participantes hacia los objetos comentados

## Contrastes con otras teorías
En contraste con la investigación inspirada por Noam Chomsky, que se basa en una distinción entre competencia y desempeño y descarta los detalles del discurso real, el Análisis de conversación estudia la conversación natural y muestra que la interacción oral es sistemáticamente ordenada en todas sus facetas (cf. Sacks en Atkinson y Heritage 1984: 21–27). A diferencia de la teoría desarrollada por John Gumperz, CA sostiene que es posible analizar la conversación en interacción examinando solo sus grabaciones (audio para teléfono, video para interacción copresencial). Los investigadores de AC no creen que el investigador deba consultar con los participantes de la charla o los miembros de su comunidad de habla . 
Es distinto del análisis del discurso en foco y método. (i) Se centra en los procesos involucrados en la interacción social y no incluye textos escritos o fenómenos socioculturales más grandes (por ejemplo, 'discursos' en el sentido foucaultiano). (ii) Su método, siguiendo las iniciativas de Garfinkel y Goffman, tiene como objetivo determinar los métodos y recursos que los participantes que interactúan usan y en los que confían para producir contribuciones interactivas y dar sentido a las contribuciones de los demás. Por lo tanto, AC no está diseñada ni destinada a examinar la producción de interacción desde una perspectiva externa al propio razonamiento y comprensión de los participantes sobre sus circunstancias y comunicación. Más bien, el objetivo es modelar los recursos y métodos mediante los cuales se producen esos entendimientos.

## Aplicación en otros campos
En los últimos años, AC ha sido empleada por investigadores en otros campos, como el feminismo y la lingüística feminista, o utilizada en complemento con otras teorías, como el Análisis de Categorización de Membresía (ACM). ACM fue influenciado por el trabajo en Harvey Sacks y su trabajo en Membresía del Dispositivo de Categorización (MDC). Sacks argumenta que las categorías de 'miembros' forman parte de la maquinaria central de organización y desarrollaron la noción de MDC para explicar cómo las categorías pueden ser vinculadas entre sí por los hablantes nativos de una cultura. Su ejemplo que está tomado del libro de cuentos para niños (El bebé lloró. La mamá lo recogió.) Muestra cómo "mamá" es interpretada como la madre del bebé por hablantes de la misma cultura. A la luz de esto, las categorías son ricas en inferencia: una gran cantidad de conocimiento que los miembros de una sociedad tienen sobre la sociedad se almacena en términos de estas categorías. Stokoe sostiene además que las categorizaciones prácticas de los integrantes forman parte de la descripción de la etnometodología de la producción y realización en curso de "hechos" sobre la vida social e incluyen el análisis de la realidad de género de los integrantes, lo que hace que AC sea compatible con los estudios feministas.

## Índice de materias de literatura de análisis de conversación
La siguiente es una lista de fenómenos importantes identificados en la literatura de análisis de conversación, seguida de una breve definición y citas de artículos que examinan el fenómeno mencionado empírica o teóricamente. Los artículos en los que se acuña el término para el fenómeno o que presentan el tratamiento canónico del fenómeno están en negrita, los que de otra manera están centralmente relacionados con el fenómeno están en cursiva, y el resto son artículos que de otra manera apuntan a hacer una contribución significativa a una comprensión del fenómeno. 
Toma de turnos
Un proceso mediante el cual los interactuantes asignan el derecho o la obligación de participar en una actividad interactiva. ( Sacks, Schegloff y Jefferson, 1974 )
Reparación
Los mecanismos a través de los cuales se tratan ciertos "problemas" en la interacción. ( Schegloff, Jefferson y Sacks 1977 )
Organización de preferencias
Las formas a través de las cuales se llevan a cabo secuencialmente diferentes tipos de acciones sociales ('preferidas' versus 'no preferidas'). ( Pomerantz 1978, Pomerantz 1984 )